# Shima
Shima (島?) hace referencia a uno de los elementos que integran un jardín japonés. En concreto se usa para designar a las rocas del jardín y al recinto que las contiene, y finalmente por extensión a todo el jardín.

## Los jardines en Japón

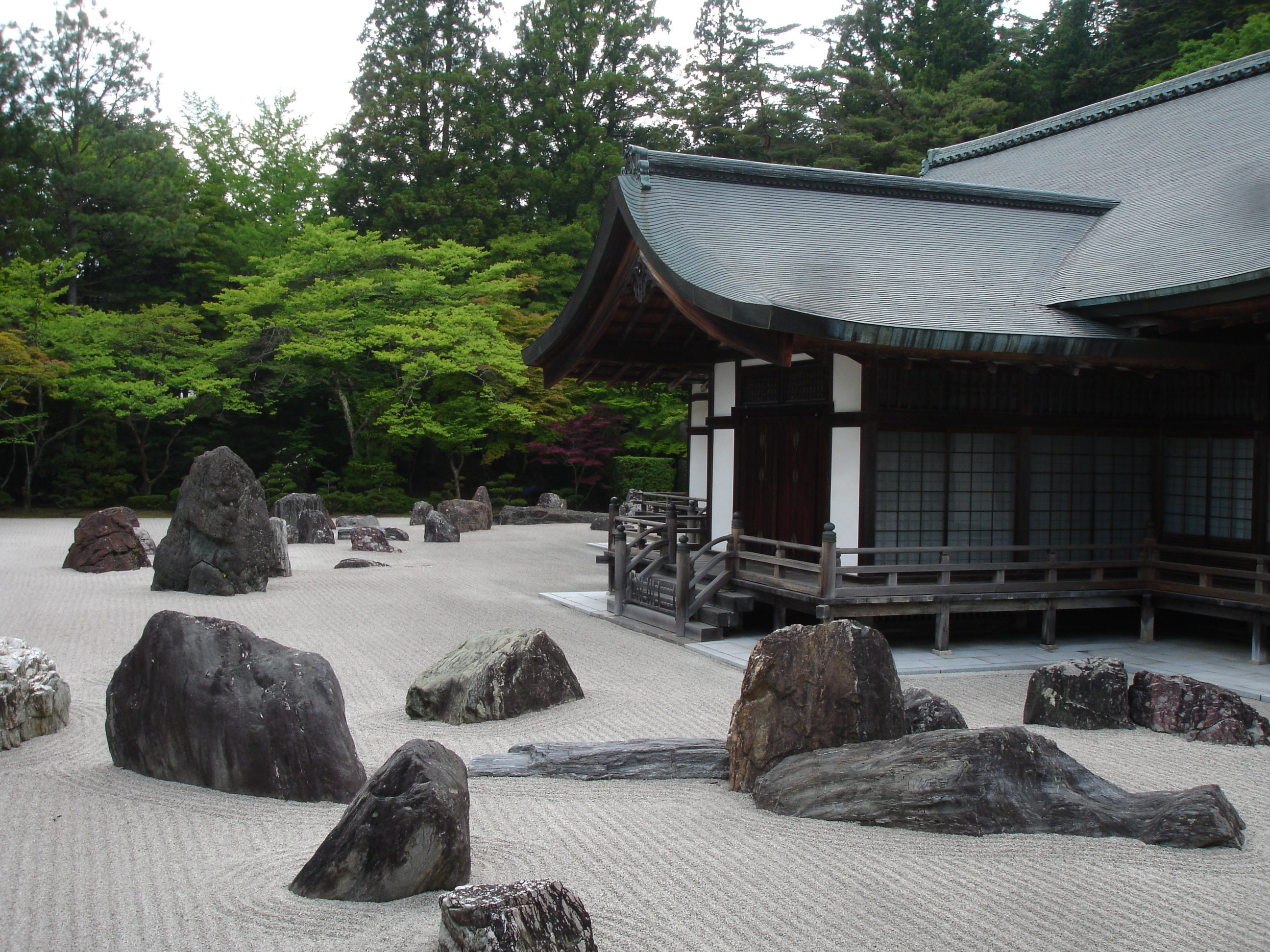
Rocas en un jardín zen japonés

En Japón, los jardines son considerados tesoros culturales y suelen estar declarados patrimonio de la humanidad por la UNESCO. La particularidad de los jardines japoneses reside en su significado cultural inusual, y son un reflejo de las corrientes estéticas, religiosas y sociopolíticas de cada etapa en la que se van desarrollando. 
Encontramos jardines en las casas privadas de Japón, en los parques de las ciudades, en los templos Budistas o capillas Sintoistas, y en lugares históricos tales como viejos castillos. Muchos de los jardines japoneses más famosos en Occidente, y así mismo dentro del propio Japón, son los jardines Zen. También es destacable la tradición de la Ceremonia del Té, la cual ha generado jardines japoneses refinados en un grado sumo de cualquier otro estilo, que evocan la simpleza rural.
Ya encontramos jardines en la era Heian, como arte importado de China, y seguirán desarrollándose durante las eras Kamakura, Muromachi, Momoyama y el periodo Edo hasta los jardines de la actualidad.

## Los elementos de los jardines japoneses
A pesar de que no se puede entender un jardín japonés separando los elementos que lo componen, sí que es necesario saber por qué se utilizan los diferentes elementos y qué papel juegan en la visión global del jardín.
Siguiendo las indicaciones del Sakuteiki, el primer tratado escrito sobre el diseño de jardines japoneses, para crear un jardín japonés se debe entender y recrear la esencia de los paisajes japoneses. Esto da lugar a un vínculo entre naturaleza y jardín, pero entendiendo la naturaleza de una forma global, donde juegan un papel fundamental el agua, las rocas, la orografía, la orientación y el tiempo. Todo ello con un alto nivel estético donde el equilibrio de formas y colores y su organización en el espacio son fundamentales para alcanzar la armonía y el equilibrio.

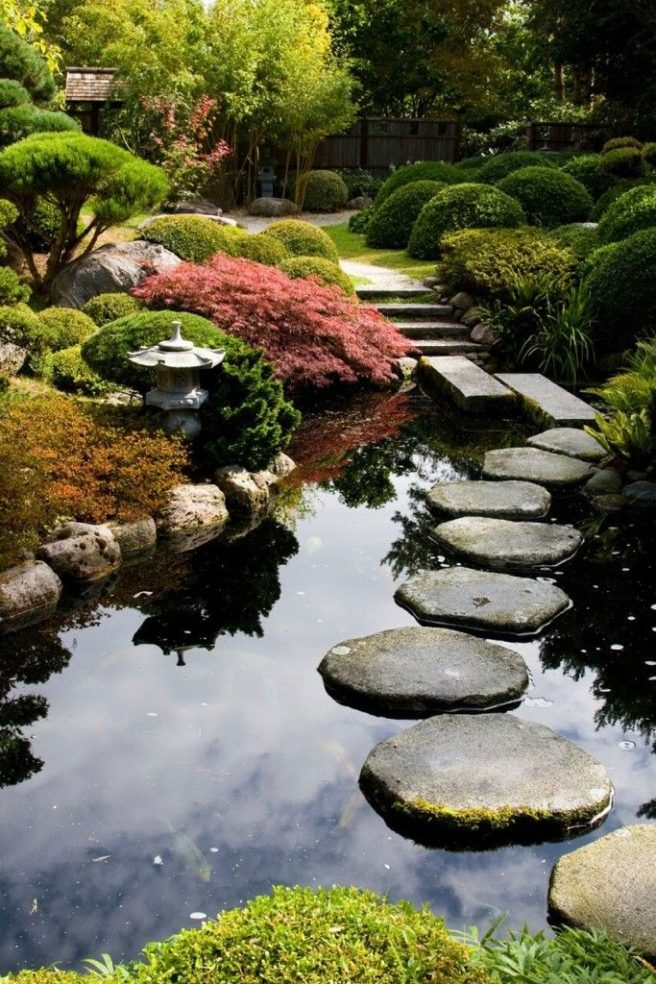
Estanque en un jardín Japonés

Así encontramos distintos elementos que integran los jardines japoneses:
- Shima (島?), que integra el conjunto de rocas del jardín y al recinto que las contiene. Las rocas, elegidas con base en su forma, textura y color, representan montañas e islas, y simbolizan la fuerza y la estabilidad. Lo primero que se decide es la disposición de las rocas, y para el Sakuteiki la disposición debe realizarse con base en unas normas influenciadas por la geomancia, filosofía procedente de la cultura china. Una muestra de la importancia de las rocas se puede ver en el Templo de Ryoan-Ji, en Kioto.
- Por lo que se refiere al agua, fluyendo o estancada, representa la vida en el jardín. En ella viven peces, anfibios y según la tradición evoca a la reflexión y la meditación. No obstante el agua desaparece por completo en el “Jardín seco” o el “Jardín zen” y es sustituida por grava fina rastrillada en forma de olas que evocan el movimiento.
- En la recreación de los paisajes orientales, la vegetación juega un papel fundamental, no solo por ser un elemento que forma parte de los mismos sino porque evoca al paso del tiempo, al cambio aportando color y variando con las estaciones del año. Las especies más utilizadas en estos jardines son el bambú para delimitar el espacio del jardín, árboles y arbustos de hoja perenne como el pino negro japonés o el cedro japonés, y otros de hoja caduca como el cerezo japonés, el ciruelo, el arce o el ginkgo que dejan desarrollarse debajo una alfombra de helechos y musgos.

Aparte de estos elemento, un jardín típico japonés puede contener, de forma real o simbólica, los siguientes elementos:
- Una isla de verdad
- Un puente a la isla
- Una linterna, típicamente de piedra
- Una casa de Té o pabellón

## Diferencias entre los jardines japoneses y los jardines europeos
A menudo, el objetivo de la estética japonesa a la hora de diseñar los jardines, es tratar de ocultar la intervención del ser humano, hasta el punto de crear un ambiente más natural que el de la propia naturaleza. Se busca evocar a la naturaleza, no someterla, y por ello se evitan los ángulos rectos y muy marcados o formas antinaturales.
En este aspecto se asemejan a los jardines ingleses diseñados por los paisajistas del siglo XVIII, donde trabajan con la naturaleza para conformar los jardines, permitiendo el curso natural de los ríos, el desarrollo de especies autóctonas, repoblando laderas y cumbres para obtener bosques... Diseñan el paisaje con la finalidad de componer escenas mediante elementos tales como árboles, lagos, pequeñas construcciones como templetes, puentes o esculturas. Así, desde cada punto del jardín se puede observar una escena diferente, tal y como ocurre con los jardines japoneses, cuya composición permite obtener múltiples perspectivas distintas
Por el contrario, encontramos casos totalmente opuestos dentro de los jardines occidentales, y el mayor ejemplo es Versailles, cuyos jardines exhiben líneas y ángulos muy rectos, con grandes vistas, y donde la intervención en su diseño y construcción así como el mantenimiento que requiere este jardín es obvia en sus fuentes, parterres, las formas de los arbustos y prácticamente todos los elementos que integran el conjunto. Sin embargo, al igual que ocurre en los jardines japoneses, sí que son un reflejo inconfundible de la estética y la monarquía absolutista instaurada por Luis XIV, ya que los jardines son un símbolo de poder, de un mundo ordenado, del triunfo del hombre sobre la naturaleza, a la que ha conseguido someter.